# Svjati Hory nationalpark
Nationalparken Svjati Hory (ukrainska: Святі Гори; ryska: Святые горы, Svjatyje gory; "Heliga bergen") ligger i den nordliga delen av Donetsk oblast i Ukraina. Den har en sammanlagd yta på 406 kvadratkilometer, fördelat på de tre distrikten Slovjansk (120 km²) Lyman (277 km²) och Bachmut. Den skapades 13 februari 1997 genom presidentdekret nummer 135/97. Nationalparken har fått sitt namn efter Svjati Hory, de "heliga bergen" – med bland annat före detta klosterkomplexet i Svjatohirsk – på högra stranden av floden Siverskyj Donets.

## Geografi
Nationalparken sträcker sig längs med den vänstra stranden av floden Siverskyj Donets, plus flera skogsomåden på andra sidan floden. Nationalparkens totala yta täcker 40 589 hektar (406 kvadratkilometer), av vilket 11 878 hektar (119 km²) sköts direkt av parkförvaltningen. Bergen i området är av kalksten.
I nationalparken finns lokaler med växtrelikter, inklusive krittall (Pinus sylvestris var. cretacea). Denna varietet av tall finns numera endast i gränsområden mellan Ukraina och Ryska federationen, men den var vanlig före senaste istiden. År 2008 figurerade krittallen på listan över Ukrainas 100 viktigaste naturarv.
I nationalparken finns både vägar och järnvägslinjer, liksom ett antal samhällen (däribland Svjatohirsk). Direkt norr om nationalparken finns staden Lyman och i söder staden Slovjansk.

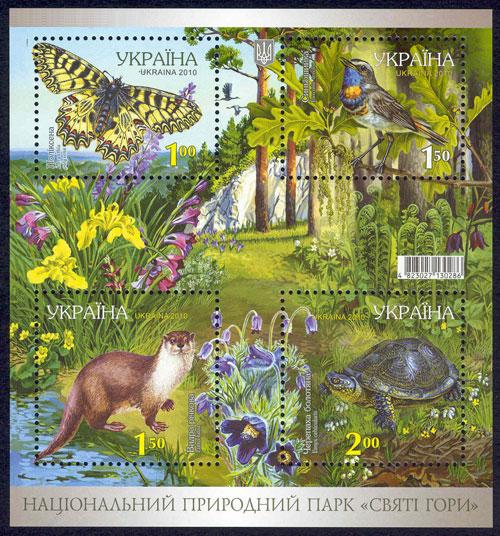
Frimärkskarta med djur och växter i nationalparken Svjati Hory.

## Naturliv

### Flora
I nationalparken har man funnit 943 växtarter, varav 48 är rödlistade. I Siverskyj Donets floddal skyddas tallskogarna och andra endemiska växter med rötter tillbaka till krita (geologi), liksom stäpp, ängs- och kärrvegetation. 20 växtarter är endemiska för parken. 
Nära Svjatohirskklostret finns på Siverskyj Donets vänstra strand ett bestånd med 200–300 år gamla ekar. De flesta av dem når 25 meters höjd och en stamomkrets på över 2,5 meter; några av dem har stammar med över 5 meters omkrets. I en skogsglänta växer den äldsta eken i östra Ukraina, ett 600 år gammalt träd med en höjd på 29 meter och med 6,3 meters stamomkrets.

### Fauna
I nationalparken lever cirka 300 arter av ryggradsdjur, varav 50 är uppsatta på Ukrainas röda lista. Av arterna är 43 däggdjur, 194 fåglar, 10 reptiler, 9 groddjur och 40 fiskar.

## Mänsklig historia
I nationalparken finns 129 olika arkeologiska fyndplatser, vilka daterar sig från äldre stenålder till medeltiden. 73 av fyndplatserna är kulturminnesskyddade.
1980 etablerades ett komplex av museer på platsen för det tidigare Mariaklostret. Där ingår ("grottklostret") Svjatohirskklostret, byggt på 1200–1500-talet på en klipphylla på den högra flodstranden. I komplexet ingår både historiska minnesmärken och den monumentala, 27 meter höga statyn (rest 1927 av Ivan Kavaleridze) över den ryska kommunisten och revolutionären Fjodor Sergejev. Nedanför statyn står ett minnesmärke över det stora fosterländska kriget.

## Bildgalleri

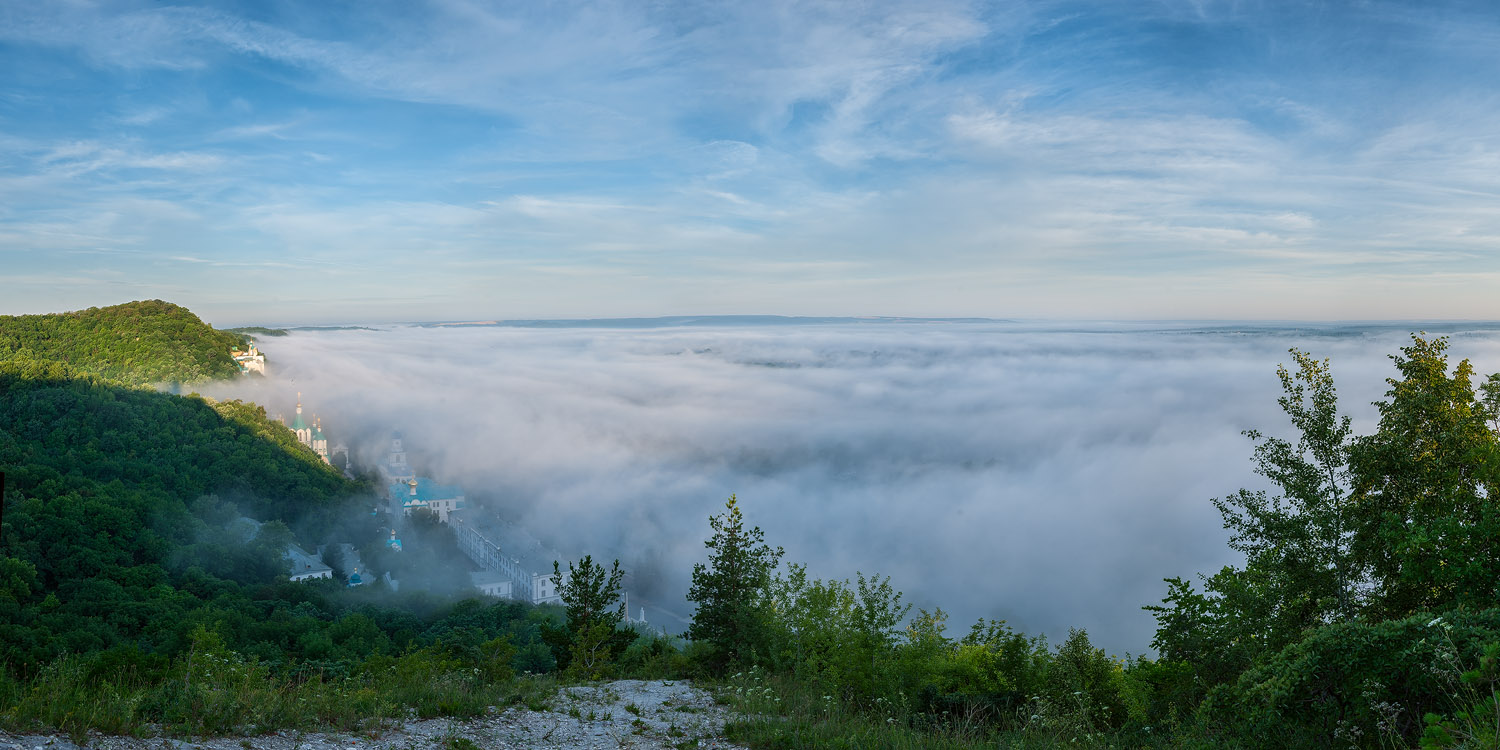
Dimman ligger tät nedanför "Heliga bergen", i början av juli.
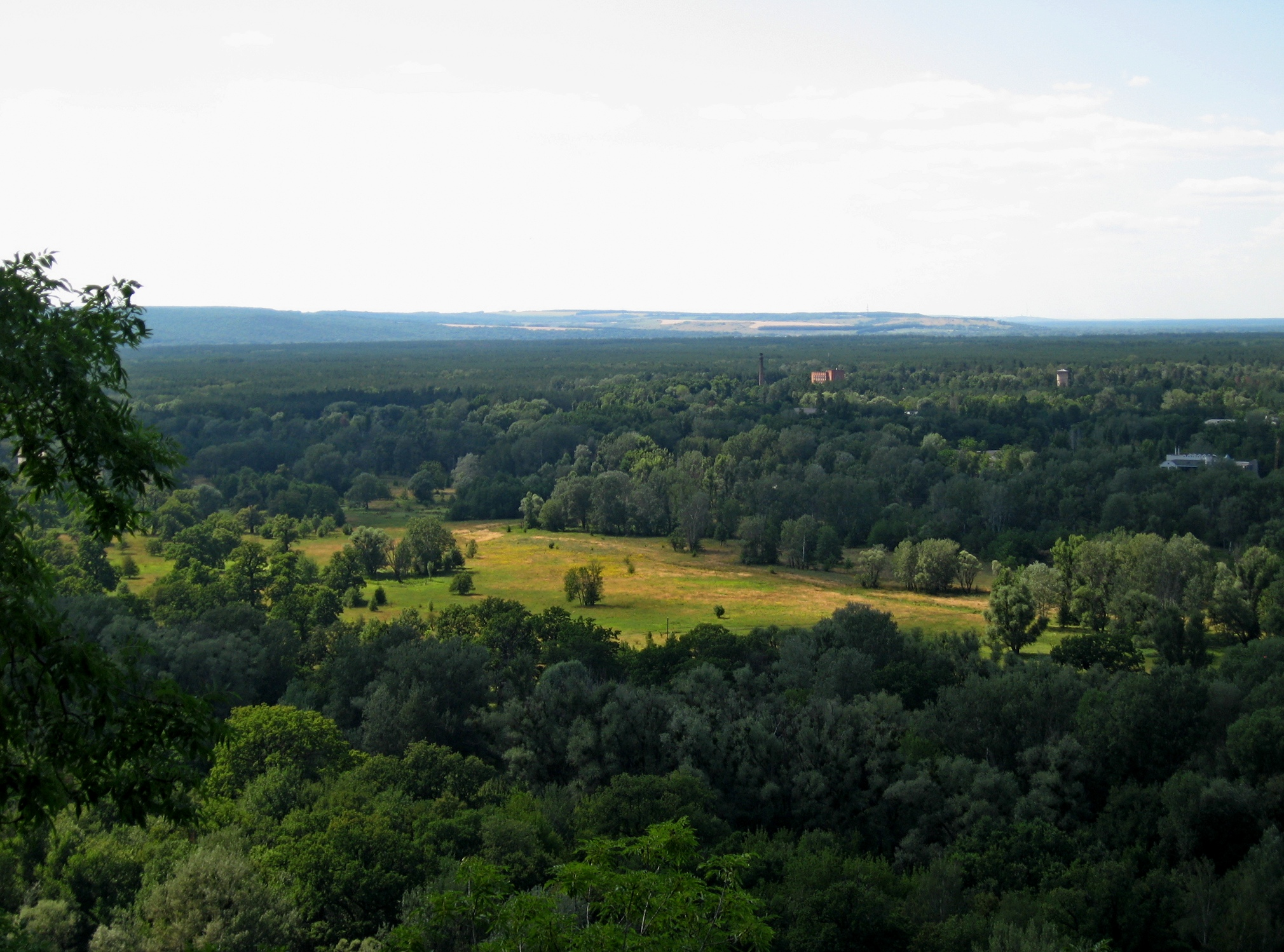
Skogsområden i nationalparken, mitten av juli.
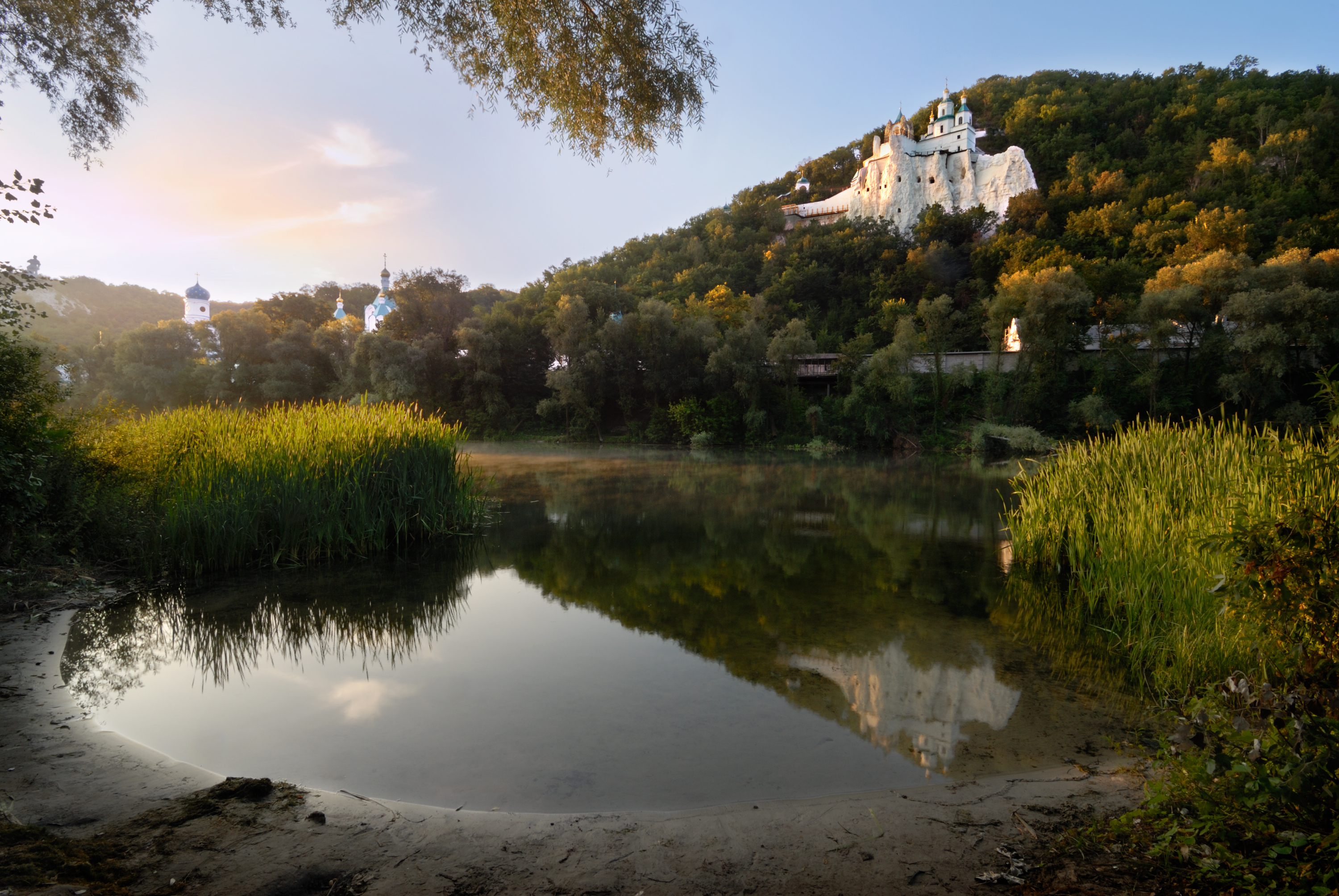
Klosterkomplexet sett nerifrån floden, sent i juli.
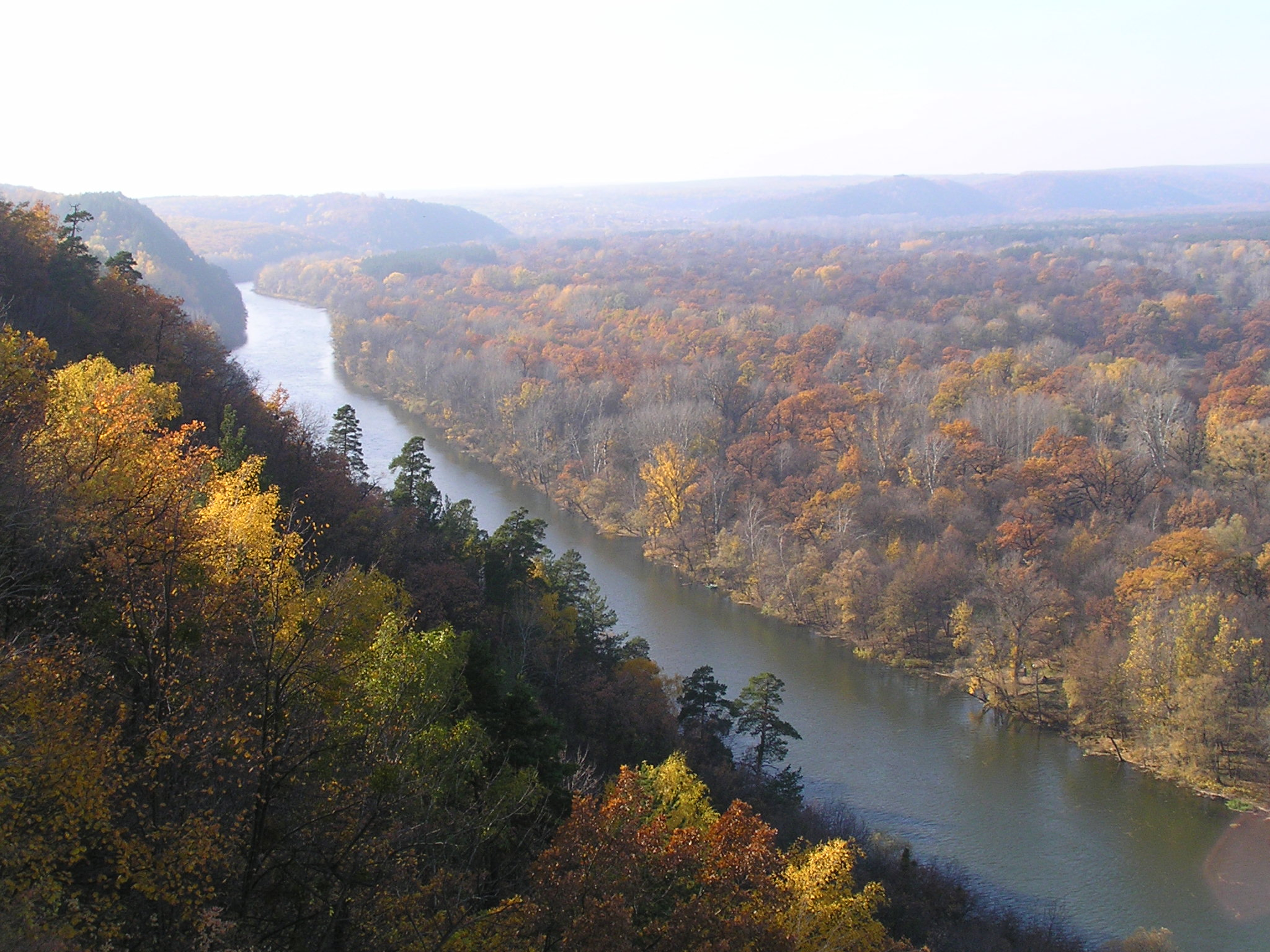
Nationalparken runt Siverskyj Donets-floden, sent i oktober.

## Källhänvisningar
Den här artikeln är helt eller delvis baserad på material från tyskspråkiga Wikipedia, 14 maj 2014.
Den här artikeln är helt eller delvis baserad på material från ukrainskspråkiga Wikipedia, 1 juni 2014.
1. 1 2 3  National natural park "Svyati gory" Ucoz.ru. Läst 3 augusti 2014. (ryska)
2. ↑  "Святі гори НПП". Arkiverad 2 maj 2014 hämtat från the Wayback Machine. Menr.gov.ua. Läst 3 augusti 2014. (ukrainska)
3. ↑  "National Report of Ukraine Conservation of Biological Diversity". Grida.no. Läst 13 augusti 2014. (engelska)
4. ↑  "21 wonders of Ukraine". Wumag.kiev.ua. Läst 13 augusti 2014. (engelska)
5. ↑  "Національний природний парк “Святі гори”". Pryroda.in.ua. Läst 3 augusti 2014. (ukrainska)
6. ↑  "7 чудес України". Arkiverad 10 april 2011 hämtat från the Wayback Machine. 7chudes.in.ua, 2008. Läst 3 augusti 2014. (ukrainska)